# Стегниковцы
Стегниковцы (укр. Стегниківці) — село в Байковецкой сельской общине Тернопольского района Тернопольской области Украины.
Население по переписи 2001 года составляло 729 человек. Почтовый индекс — 47710. Телефонный код — 352.